# Prezentator de televiziune

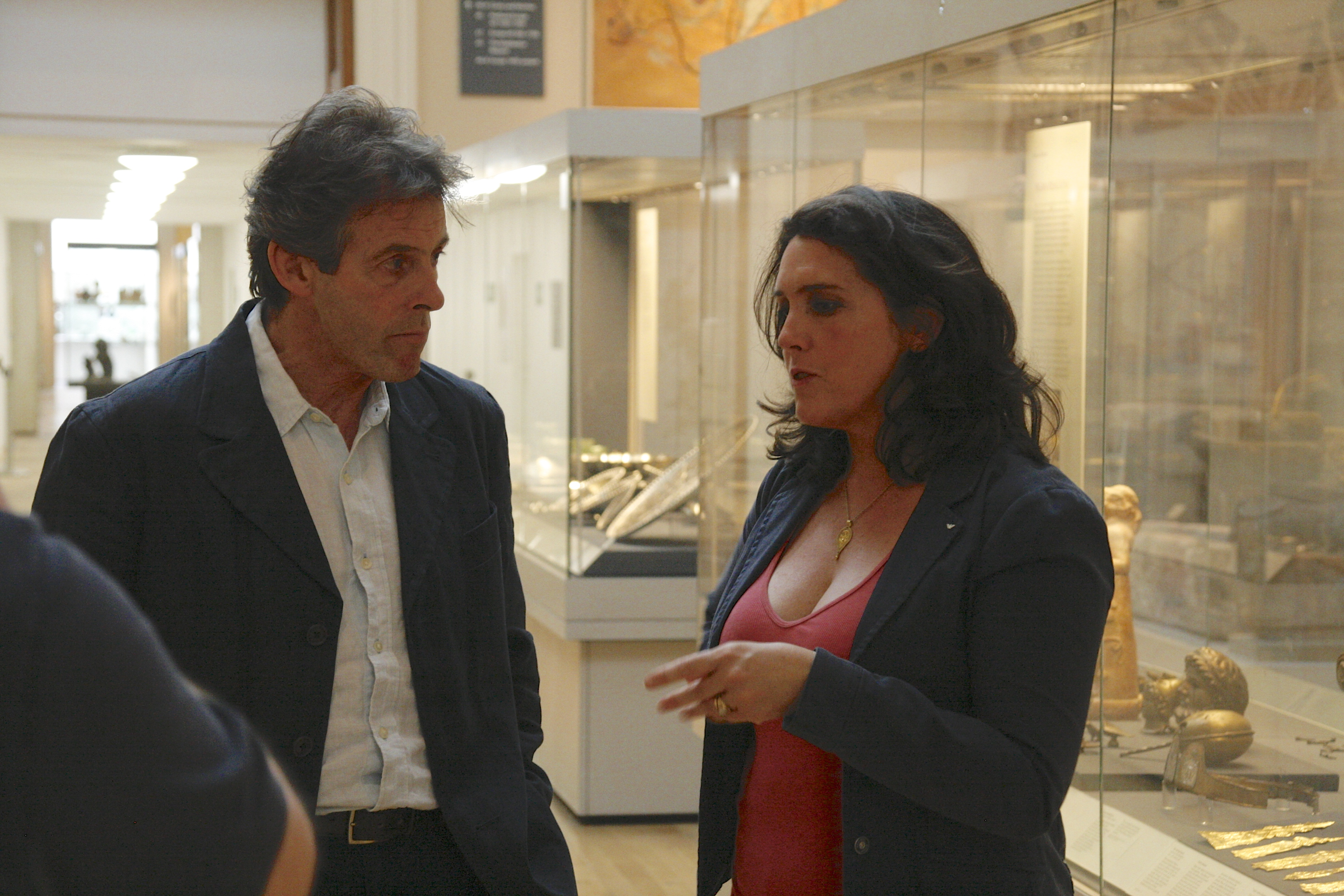
Prezentatoarea britanică (dreapta) și curatorul Ralph Jackson (stânga) purtând o conversație în timpul filmărilor emisiunii

Un prezentator de televiziune este o persoană care prezintă sau găzduiește emisiuni de televiziune, servind adesea ca intermediar între televiziune și audiență. Prezentatorii pot fi oameni care și-au câștigat faima în alte domenii înainte de a prelua acest rol, dar și cei care sunt cunoscuți doar în acest domeniu.

## Roluri
Adesea, prezentatorii sunt persoane cu realizări notorii în alte domenii, cum ar fi actori, modele, comici, muzicieni, medici etc. Alții pot fi experți în materie, cum ar fi oameni de știință sau politicieni, care prezintă emisiuni legate de domeniul lor de expertiză (de exemplu David Attenborough). Unii prezentatori sunt celebrități care și-au valorificat faima din domeniul lor pentru a promova alte domenii; de exemplu, umoristul britanic Michael Palin a fost prezentatorul emisiunii de călătorii Around the World in 80 Days⁠(d), iar actorul american Alan Alda a prezentat emisiunea științifică Scientific American Frontiers.
Prezentatorul de știri⁠(d) (sau crainic) este în general considerat a fi o meserie distinctă.